# Fasole cu cârnați
Fasole cu cârnați ("mongetes amb salsitxes", pronunciat en romanès: [faˈsole ku kɨrˈnat͡sʲ]) és un plat popular romanès, format per mongetes al forn i salsitxes. Una variació substitueix les salsitxes per afumătură (carn fumada).

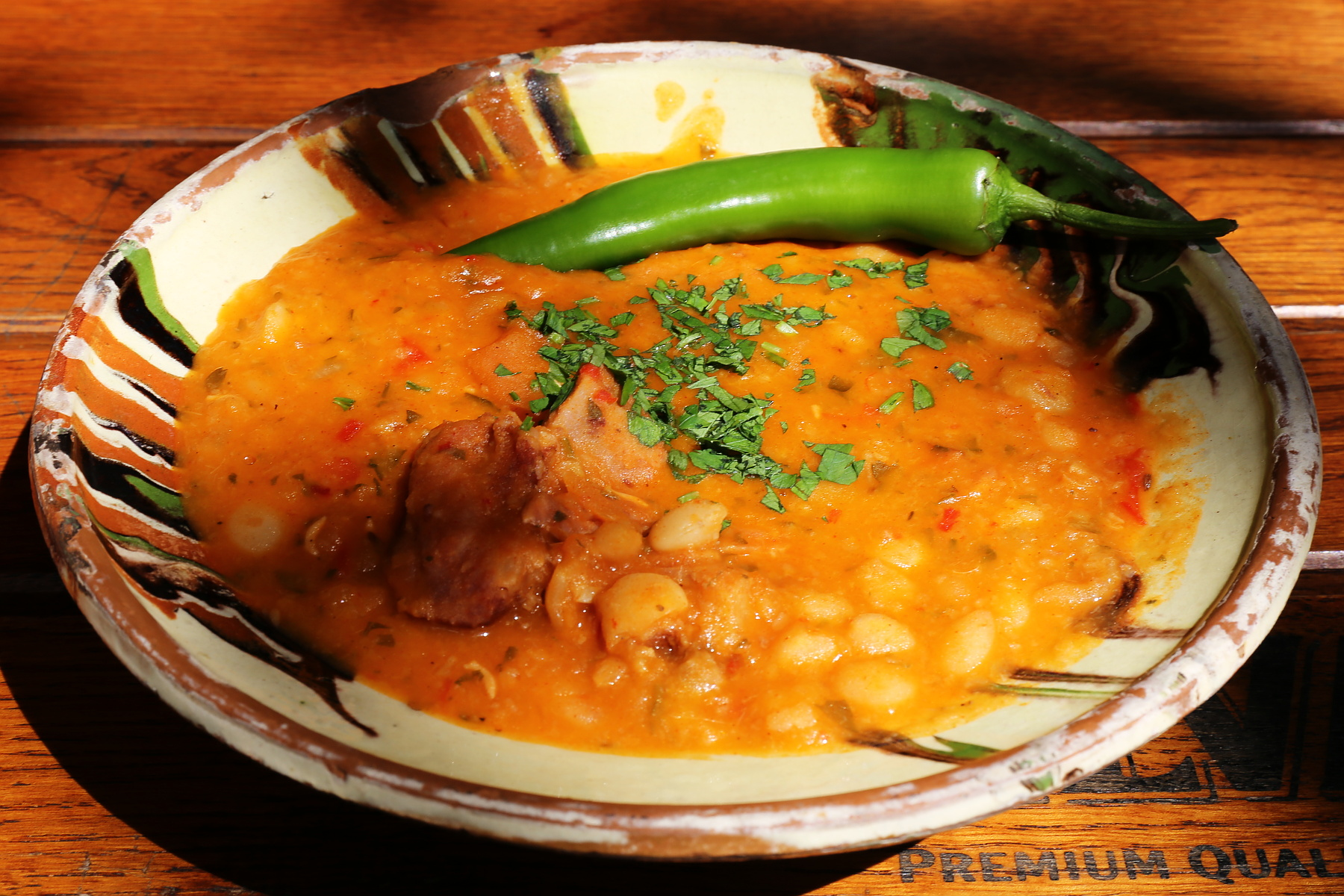
Faves amb carn fumada

El fasole cu cârnați es pot considerar també un plat tradicional de l'exèrcit. El preparen els cuiners de l'exèrcit i el serveixen a les masses durant les celebracions del Dia Nacional (l'1 de desembre) a Bucarest i Alba Iulia. Els ingredients principals d'aquest plat són: mongetes, porc fumat, pastanagues, cebes, tomàquets, xirivia, salsa de tomàquet i llorer.